# Pradilla de Ebro
Pradilla de Ebro és un municipi d'Aragó situat a la província de Saragossa i enquadrat a la comarca de la Ribera Alta de l'Ebre.